# Manoir de Cully
Le manoir de Cully est une demeure en partie détruite, datant du XVe siècle, qui se dresse sur le territoire de la commune française de Cully, dans le département du Calvados, en région Normandie. L'édifice est inscrit au titre des Monuments historiques.

## Localisation
Les vestiges du manoir sont situés dans le bourg de Cully, dans le département français du Calvados.

## Description

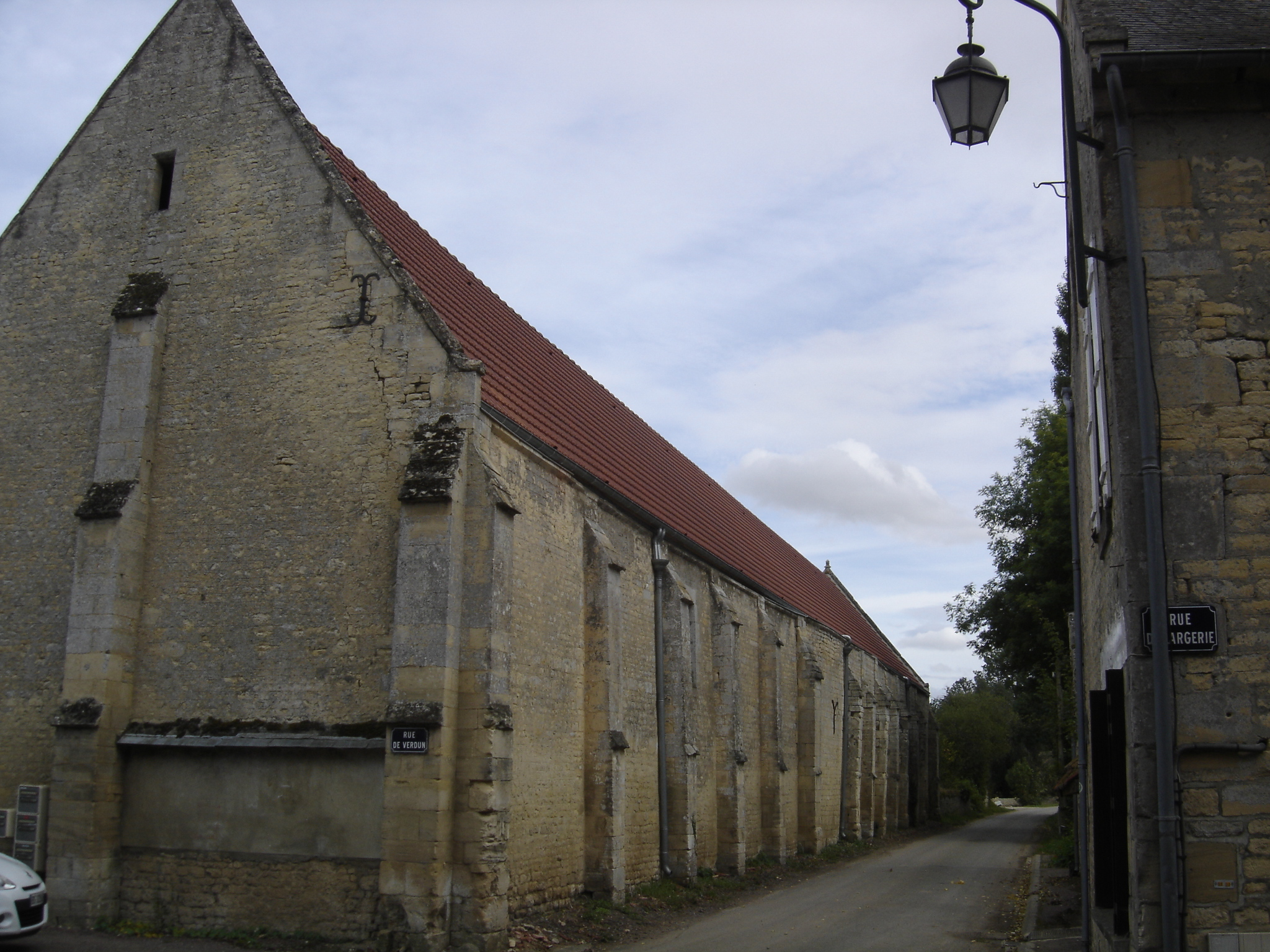
Vue occidentale de la grange.

De l'ancien manoir, il subsiste, bordant la route, une grange à contreforts.

## Protection
Le manoir du 15e siècle est inscrit au titre des monuments historiques par arrêté du 21 juin 1927. Lucien Musset le recense en danger en 1963. Le corps de logis est détruit en 1965.